# Base Vostok
La base Vostok (del ruso: Станция Восток, que significa Estación Oriental o Estación del Este) es una estación de investigación de Rusia en la Antártida. Es el lugar donde se alcanzó la temperatura más baja registrada en la Tierra, –89,2 °C el 21 de julio de 1983. Las investigaciones allí realizadas abarcan desde perforaciones y extracción de núcleos de hielo hasta magnetometría. Fue fundada por la Unión Soviética el 16 de diciembre de 1957 y heredada por Rusia en 1991.

## Descripción
La estación se encuentra a 78°27′S 106°52′E / -78.450, 106.867, en torno a 1300 km del polo sur geográfico, a 3488 m s. n. m. de altitud. La estación recibe suministros desde la base Mirni sobre la costa antártica.
En la estación trabajan unos 25 científicos e ingenieros durante el verano y 13 durante el invierno.

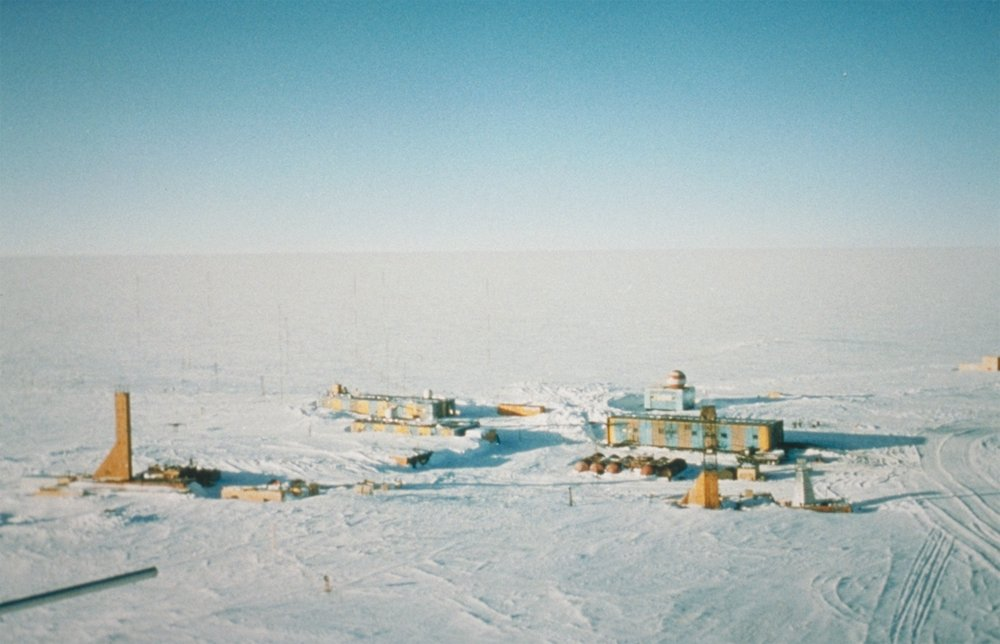
Foto panorámica de la base Vostok, mostrando la disposición del campo. El edificio de rayas de la izq. es la central, mientras el edificio de la derecha, es donde los investigadores duermen y comen. El edificio en el fondo, con la bola roja y blanca a rayas en la parte superior, es el edificio meteorológico. Se excavaron cuevas en la capa de hielo para almacenamiento, manteniendo núcleos en un ideal -55 °C (-67 °F) todo el año (crédito: Todd Sowers LDEO, Universidad de Columbia, Palisades, N. York.)

## Historia

### Base Vostok I
La base Vostok I fue establecida en las llanuras del este de la Antártida a 1410 km al sur de la base Mirni y a una altitud de 3252 m s. n. m. El espesor de la capa de hielo allí es de 2900 metros y constaba de una estación de radio y una planta de energía con generadores diésel de 12 y 24 kW. Comenzó su construcción el 18 de marzo de 1957 y el 12 de abril comenzaron las observaciones meteorológicas. Luego también aerológicas, actinométricas y estudios glaciológicos. El 1 de diciembre de 1957 la estación fue cerrada y el equipo trasladado a la zona del polo geomagnético, en el sitio de la futura estación Vostok.

### Base Vostok
La base Vostok fue establecida el 16 de diciembre de 1957 por la 2a Expedición Soviética Antártica, durante el Año Geofísico Internacional. Su nombre proviene del barco Vostok, buque del pionero ruso explorador del antártico Fabian Gottlieb von Bellingshausen. La estación estuvo cerrada temporalmente enero de 1962 y enero de 1963 y entre febrero y noviembre de 1994. Ahora es manejada cooperativamente por Rusia, EE. UU., y científicos franceses. Durante años fue abastecida por medio de expediciones que la conectaban con la base Mirni.
En 1974 científicos británicos encontraron extrañas lecturas de georradar, siendo por la presencia de un lago de agua dulce líquida por debajo del hielo.
En 1991 Jeff Ridley, especialista en teledetección del Laboratorio de Ciencias Espaciales Mullard, dirigió el satélite europeo ERS-1 dirigiendo su iluminación de alta frecuencia hacia el centro de la capa de hielo antártica, y así confirmó el descubrimiento de 1974. Lo publicaría en 1993, en el Journal of Glaciology.
Los georradares revelaron que el cuerpo subglacial de agua dulce es uno de los lagos más grandes del mundo - y uno de los cerca de 140 lagos subglaciales en la Antártida. Los científicos rusos y británicos delinearon el lago en 1996 mediante la integración de una variedad de datos, incluyendo georradares, observaciones de imágenes, y de altímetros radáricos aerotransportados. El lago Vostok subyace a 500-900 m de profundidad, cubriendo unos 14.000 km².

## Nueva estación Vostok desde 2024

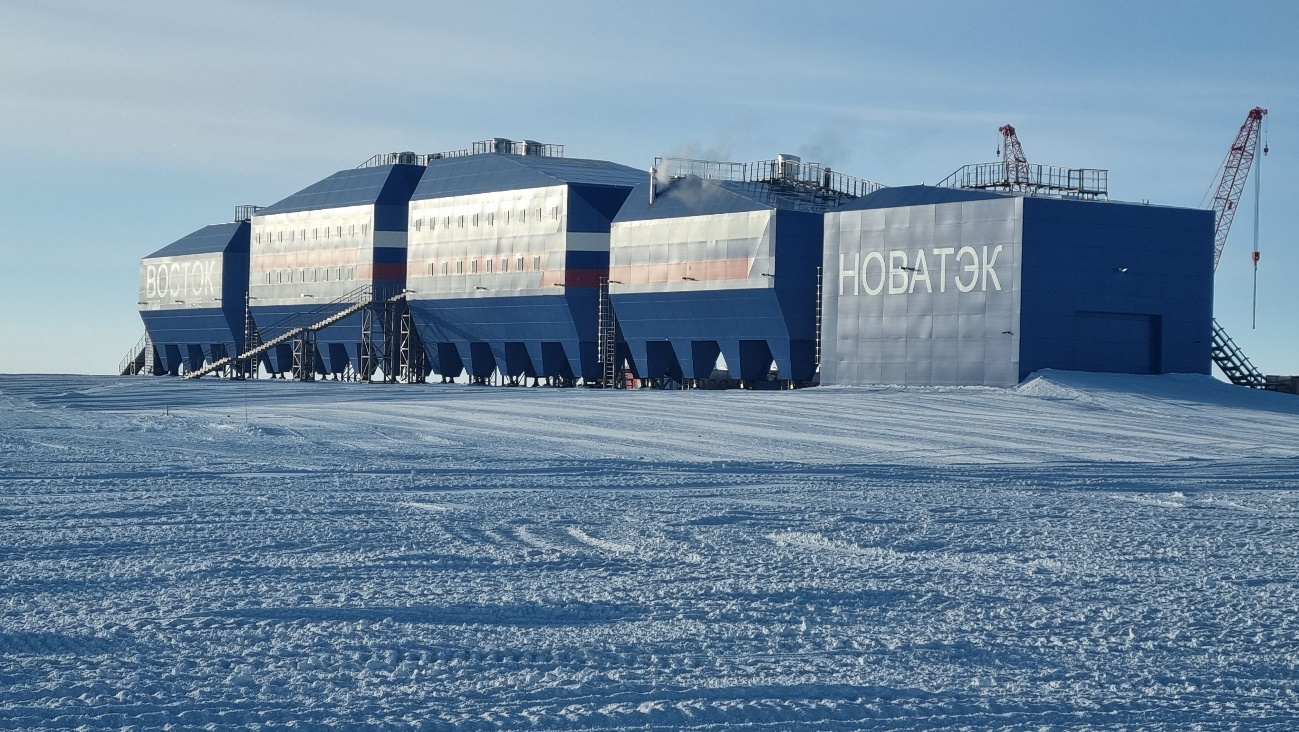
Estación Vostok 2024

En 2019, el gobierno ruso inició la construcción de un nuevo edificio moderno para reemplazar las instalaciones obsoletas de la estación Vostok. El nuevo complejo fue construido en San Petersburgo y posteriormente transportado por barco a la Antártida. Debido a repetidos retrasos, su puesta en funcionamiento estaba inicialmente prevista para no antes de 2023.
El 28 de enero de 2024, el nuevo complejo de invierno fue inaugurado oficialmente. La ceremonia, transmitida por videoconferencia, contó con la participación del presidente ruso Vladímir Putin y del presidente bielorruso Alexander Lukashenko.

## Clima

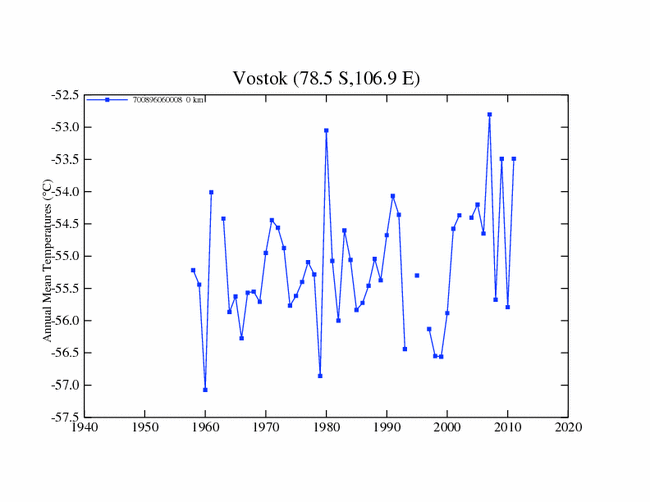
Termografía diaria promedio del aire, de 1958 a 2012, en la base Vostok (NASA).

La temperatura media anual es de –55,2 °C y oscila entre los –31,9 °C de diciembre y los –68 °C de agosto. Las precipitaciones, de 22 mm anuales, son en forma de nieve, y, en promedio, Vostok recibe 26 días de nieve por año.
La temperatura media en invierno es −68 grados Celsius (−90,4 °F), y la temperatura más alta registrada fue de −14 grados Celsius (6,8 °F). Es también uno de los lugares más soleados del mundo, con menos de un déficit de 300 h en contra de la más soleada, a pesar de no tener radiación solar total de mayo a agosto. Hay más horas de sol al año que incluso en los lugares más soleados de Sudáfrica. Vostok tiene el total de insolación más alto para cualquier mes en la Tierra, con un promedio de 708,8 h de sol en diciembre, o 22,9 h diarias. También cuenta con la menor insolación para cualquier mes calendario, con un máximo absoluto de 0 h de sol al mes durante la noche polar.
Las difíciles condiciones para la vida humana no se reducen solo a las bajas temperaturas. A lo anterior se suma altitud, falta de oxígeno, virtual ausencia de humedad, falta de dióxido de carbono que trastorna la respiración, fuertes vientos, radiación ultravioleta debida al agujero en la capa de ozono, su aislamiento dada su ubicación extremadamente lejos del mar y en invierno la larga noche polar, entre otros factores.
Aun cuando no ha sido confirmado, se dice que en 1997 se registró un récord de temperatura de –91 °C. Y, la más fría sensación térmica, entre 1958 a 2016, fue de −124 grados Celsius (−191,2 °F) el 24 de agosto de 2005 (19 años) con una temperatura real de −74 grados Celsius (−101,2 °F).
El registro de mayor temperatura fue de −14 grados Celsius (6,8 °F), en enero de 1974. Y el mes más frío, agosto de 1987 con una media de −75,4 grados Celsius (−103,7 °F) y el mes más caliente diciembre de 1989 con una media de −28 grados Celsius (−18,4 °F).
| Parámetros climáticos promedio de Base Vostok                                                                    | Parámetros climáticos promedio de Base Vostok | Parámetros climáticos promedio de Base Vostok | Parámetros climáticos promedio de Base Vostok | Parámetros climáticos promedio de Base Vostok | Parámetros climáticos promedio de Base Vostok | Parámetros climáticos promedio de Base Vostok | Parámetros climáticos promedio de Base Vostok | Parámetros climáticos promedio de Base Vostok | Parámetros climáticos promedio de Base Vostok | Parámetros climáticos promedio de Base Vostok | Parámetros climáticos promedio de Base Vostok | Parámetros climáticos promedio de Base Vostok | Parámetros climáticos promedio de Base Vostok |
| Mes | Ene.                                          | Feb.                                          | Mar.                                          | Abr.                                          | May.                                          | Jun.                                          | Jul.                                          | Ago.                                          | Sep.                                          | Oct.                                          | Nov.                                          | Dic.                                          | Anual                                         |
| --- | --------------------------------------------- | --------------------------------------------- | --------------------------------------------- | --------------------------------------------- | --------------------------------------------- | --------------------------------------------- | --------------------------------------------- | --------------------------------------------- | --------------------------------------------- | --------------------------------------------- | --------------------------------------------- | --------------------------------------------- | --------------------------------------------- |
| Temp. máx. abs. (°C)                                                                                             | -14.0                                         | -21.0                                         | -17.7                                         | -33.0                                         | -38.0                                         | -33.0                                         | -34.1                                         | -34.9                                         | -34.3                                         | -33.6                                         | -24.3                                         | -14.1                                         | -14.0                                         |
| Temp. máx. media (°C)                                                                                            | -27.0                                         | -38.7                                         | -52.9                                         | -61.1                                         | -62.0                                         | -60.6                                         | -62.4                                         | -63.9                                         | -61.6                                         | -51.5                                         | -37.2                                         | -27.1                                         | -50.5                                         |
| Temp. media (°C)                                                                                                 | -32.0                                         | -44.3                                         | -57.9                                         | -64.8                                         | -65.8                                         | -65.3                                         | -66.7                                         | -67.9                                         | -66.0                                         | -57.1                                         | -42.6                                         | -31.8                                         | -55.2                                         |
| Temp. mín. media (°C)                                                                                            | -37.5                                         | -50.0                                         | -61.8                                         | -67.8                                         | -69.1                                         | -68.9                                         | -70.4                                         | -71.5                                         | -70.2                                         | -63.1                                         | -49.8                                         | -38.0                                         | -59.8                                         |
| Temp. mín. abs. (°C)                                                                                             | -56.4                                         | -64.0                                         | -75.0                                         | -86.0                                         | -81.2                                         | -83.8                                         | -89.2                                         | -88.3                                         | -85.9                                         | -76.1                                         | -63.9                                         | -50.1                                         | -89.2                                         |
| Precipitación total (mm)                                                                                         | 1.0                                           | 0.7                                           | 2.0                                           | 2.4                                           | 2.8                                           | 2.5                                           | 2.2                                           | 2.3                                           | 2.4                                           | 1.9                                           | 1.1                                           | 0.7                                           | 22                                            |
| Horas de sol | 696.4                                         | 566.8                                         | 347.3                                         | 76.3                                          | 0.0                                           | 0.0                                           | 0.0                                           | 0.0                                           | 203.4                                         | 480.2                                         | 682.3                                         | 708.8                                         | 3761.5                                        |
| Humedad relativa (%)                                                                                             | 70.1                                          | 68.6                                          | 66.2                                          | 64.7                                          | 64.7                                          | 65.5                                          | 65.7                                          | 65.8                                          | 66.2                                          | 67.4                                          | 68.7                                          | 69.8                                          | 67                                            |
| Fuente n.º 1: |                                               |                                               |                                               |                                               |                                               |                                               |                                               |                                               |                                               |                                               |                                               |                                               |                                               |
| Fuente n.º 2: Pogoda.ru.net (records only except for August record low), (August record low) (March record high) |                                               |                                               |                                               |                                               |                                               |                                               |                                               |                                               |                                               |                                               |                                               |                                               |                                               |

## Mediciones históricas

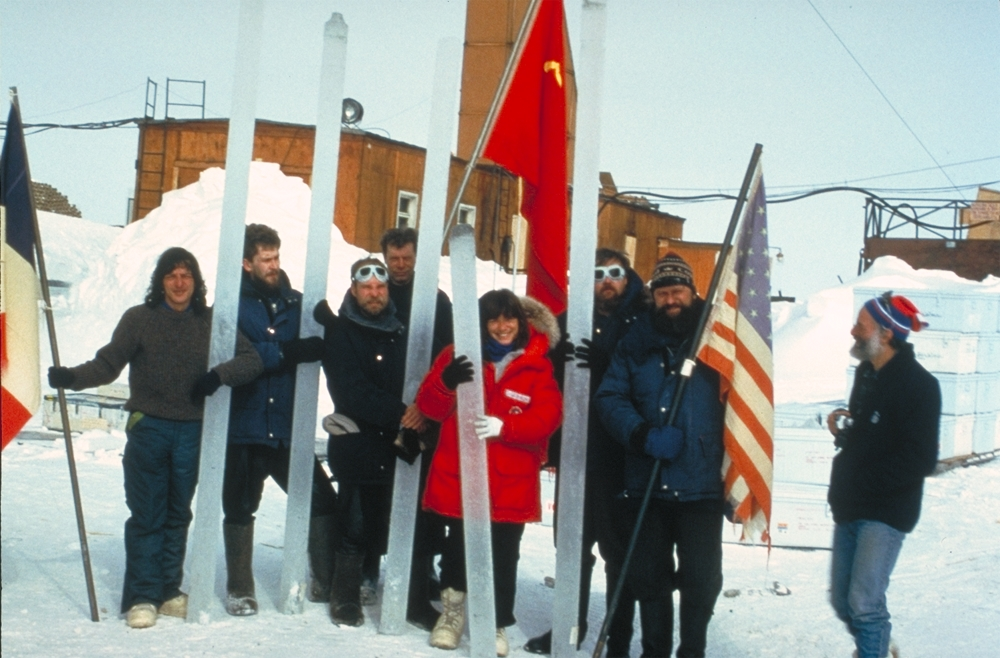
Equipo de la base Vostok con núcleos de hielo sin procesar. Los núcleos extraídos suelen tener de 4 a 6 m, pero son cortados en secciones de 1 metro. Los contenedores que se observan al fondo se utilizan para transportar estas secciones.

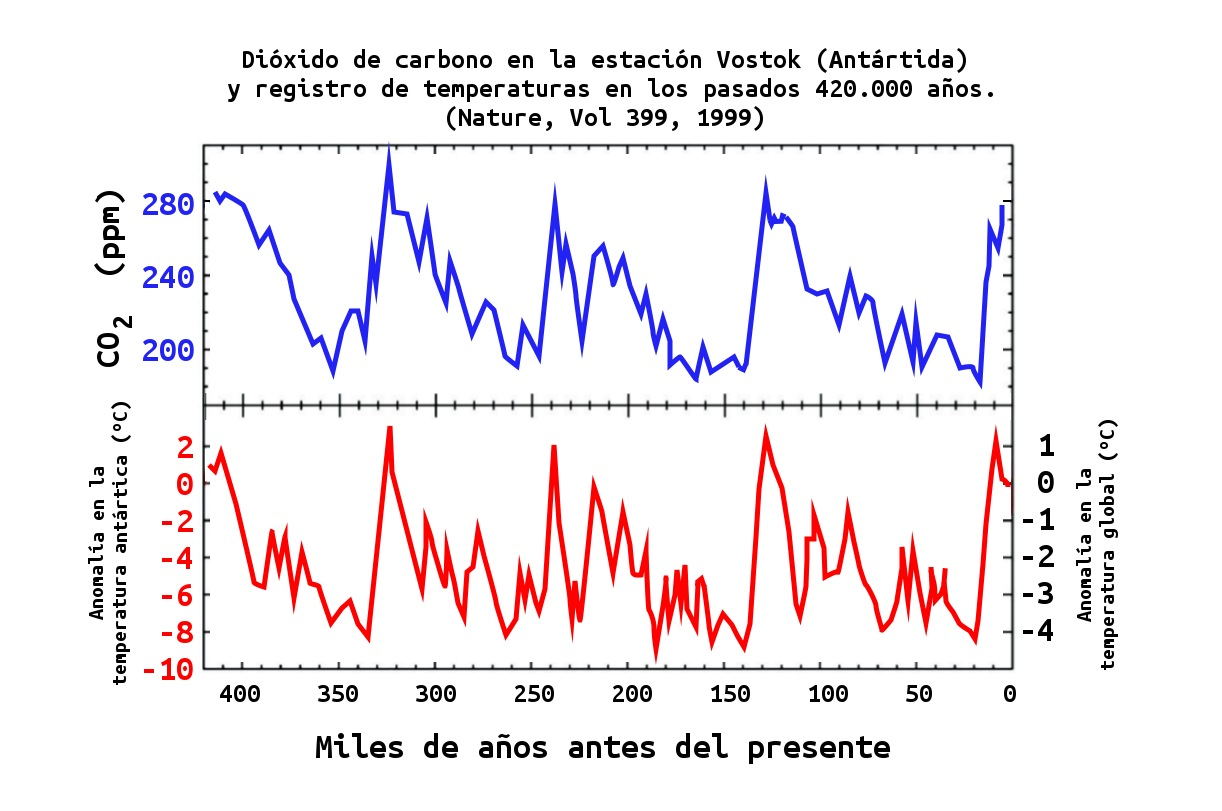
Concentraciones de dióxido de carbono y relación con la variación de temperatura en los últimos 420.000 años.

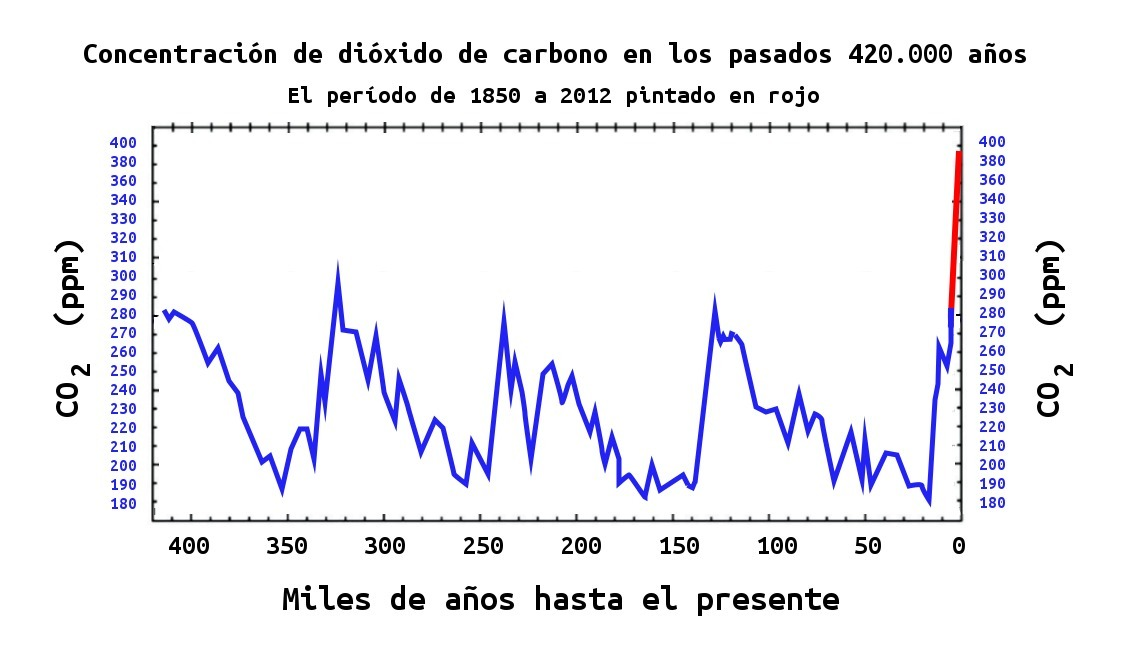
Concentraciones de dióxido de carbono en los últimos 420.000 años. El período industrial desde 1850 a 2012 está pintado en rojo.

Cuando nieva queda aire atrapado en los copos. En los polos y en otras regiones la nieve nunca se funde y termina formando hielo y ese aire queda atrapado en pequeñas burbujas. Normalmente en cada kilogramo de hielo quedan atrapados 100 mililitros de aire. De este modo el hielo polar funciona como un “museo del aire” proporcionando información de la composición de la atmósfera hasta medio millón de años atrás.
Las técnicas de extracción y análisis de gases proporcionan las concentraciones de CO2 anteriores al momento actual y aportan evidencias del origen antropogénico del cambio climático. Los registros de hielo muestran que las concentraciones de CO2 no tienen precedente en los últimos 650.000 años.

## Sitio y Monumento Histórico
El tractor pesado АТТ 11 en la base Vostok que participó en la primera travesía al Polo Geomagnético de la Tierra, con una placa que conmemora la inauguración de la estación en 1957, fueron designados Sitio y Monumento Histórico de la Antártida n.º 11 bajo el Tratado Antártico, y conservados por la base.